# Worlds Collide (альбом Dead by April)
Worlds Collide — 4-й студийный альбом шведской металкор-группы Dead by April, вышедший 7 апреля 2017 года. Этот альбом стал последним для экстрим-вокалиста Кристофера Андерсона, покинувшего группу после релиза альбома в апреле 2017 года, и первым для гитариста Понтуса Хьельма в качестве исполнителя чистого вокала и Маркуса Роселла как нового барабанщика. Альбом дебютировал на 8 месте национального шведского чарта Sverigetopplistan.
На песню «Warrior» снят видеоклип и выпущен 14 марта 2017 года, а на оставшиеся песни с альбома выпущены лирик-видео, последнее из них на песню «For Every Step» при участии Томми Чёрберга выпущено 18 января 2018 года.
1 сентября 2017 года группа выпустила EP под названием Worlds Collide (Jimmie Strimell Sessions), который содержит четыре трека из Worlds Collide с экстрим-вокалом вернувшегося участника Джимми Стримелла.
20 октября был выпущен ещё один EP под названием Worlds Collide (Acoustic Sessions), содержащий акустические версии 4 песен из альбома в исполнении Понтуса Хьельма.

## Список композиций
| №                   | Название                                      | Длительность |
| ------------------- | --------------------------------------------- | ------------ |
| 1.                  | «Crying Over You»                             | 4:25         |
| 2.                  | «I Can't Breathe»                             | 4:01         |
| 3.                  | «Playing With Fire»                           | 3:55         |
| 4.                  | «Warrior»                                     | 3:01         |
| 5.                  | «Breaking Point»                              | 3:48         |
| 6.                  | «My Heart Is Crushable»                       | 3:14         |
| 7.                  | «Can You See the Red»                         | 3:41         |
| 8.                  | «Our Worlds Collide»                          | 3:55         |
| 9.                  | «This Is My Life»                             | 4:09         |
| 10.                 | «Perfect the Way You Are»                     | 3:44         |
| 11.                 | «For Every Step (при участии Томми Чёрберга)» | 3:52         |
| Общая длительность: | Общая длительность:                           | 41:45        |

| №                   | Название            | Длительность |
| ------------------- | ------------------- | ------------ |
| 1.                  | «Crying Over You»   | 4:25         |
| 2.                  | «Warrior»           | 3:02         |
| 3.                  | «This Is My Life»   | 4:09         |
| 4.                  | «Playing with Fire» | 3:56         |
| Общая длительность: | Общая длительность: | 15:32        |

| №                   | Название                             | Длительность |
| ------------------- | ------------------------------------ | ------------ |
| 1.                  | «Breaking Point» (acoustic)          | 3:41         |
| 2.                  | «For Every Step» (acoustic)          | 3:30         |
| 3.                  | «Perfect the Way You Are» (acoustic) | 3:37         |
| 4.                  | «Our Worlds Collide» (acoustic)      | 3:15         |
| Общая длительность: | Общая длительность:                  | 14:03        |

## Участники записи
Dead by April
- Понтус Хьельм — гитары, чистый вокал (кроме треков 9 и 11), дополнительные хоры (трек 11), клавишные
- Маркус Роселл — ударные
- Кристоффер Андерссон — экстрим-вокал (за исключением треков 10, 11; сессий Джимми Стримелла и акустических сессий)
- Маркус Весслен — бас, дополнительные хоры (трек 11)

Приглашенные музыканты
- Томми Чёрберг — основной вокал в 11 треке
- Джимми Стримелл — экстрим-вокал (мини-альбом Worlds Collide: Jimmie Strimmel Sessions)
- Нильс-Петтер Нильсон — дополнительные хоры (треки 1, 6 и 8)
- Кристофер Кристенсен — дополнительные хоры (треки 1, 6 и 8)
- Манолис Пападопулос — дополнительные хоры (треки 1, 6 и 8)
- Andréa C-a — дополнительные хоры (треки 1, 6 и 8)
- Беда Одлёв Нюберг — детский хор (треки 1, 6 и 8)
- Белла Холмудден — детский хор (треки 1, 6 и 8)
- Эмбла Йоханссон — детский хор (треки 1, 6 и 8)
- Фина Юслин — детский хор (треки 1, 6 и 8)
- Юлия Линдгрен — детский хор (треки 1, 6 и 8)
- Май Вегнелиус Ярлштедт — детский хор (треки 1, 6 и 8)
- Нелли Джамарани — детский хор (треки 1, 6 и 8)
- Ребекка Туите — детский хор (треки 1, 6 и 8)
- Тора Копп — детский хор (треки 1, 6 и 8)
- Виктор Верлениус — детский хор (треки 1, 6 и 8)
- Зельда Экелун — детский хор (треки 1, 6 и 8)

Производственный персонал
- Понтус Хьельм — продюсирование, звукозапись, инжиниринг (Studio PH Sweden)
- Кристиан Сильвер — звукозапись и инжиниринг ударных (Studio Mega)
- Олоф Берггрен — звукозапись и инжиниринг ударных (Studio Mega)
- Бен Гросс — микширование (The Mix Room, Лос-Анджелес, США)
- Пол Павал — микширование (The Mix Room, Лос-Анджелес, США)
- Хенке — мастеринг (Masters of Audio)
- Уорнер Чаппелл — издание
- Sonny/ATV — издание (4 трек)
- Ян Иванов — обложка альбома и синглов.